# Melanargia nicoleti
Melanargia nicoleti är en fjärilsart som beskrevs av Culot 1905. Melanargia nicoleti ingår i släktet Melanargia och familjen praktfjärilar. Inga underarter finns listade i Catalogue of Life.